# Ignacy Wyszatycki
Ignacy Bolesław Wyszatycki (ur. 11 lutego 1895 w Dynowie, zm. 6 stycznia 1933 we Lwowie) – polski nauczyciel, żołnierz Legionów Polskich.

## Życiorys
Ignacy Bolesław Wyszatycki urodził się 11 lutego 1895 w Dynowie. Był synem Antoniego (nauczyciel w Sanoku) i Antoniny. Miał brata Józefa (ur. 1890). W 1907 ukończył I klasę w C. K. Gimnazjum Męskim w Sanoku. Został absolwentem Seminarium Nauczycielskiego we Lwowie.
Po wybuchu I wojny światowej wstąpił do Legionów Polskich. Służył w szeregach II Brygady. Brał udział w akcjach wymierzonych przeciw Niemcom okupującym Warszawę.
W 1916 podjął pracę nauczyciela. Jako podstawę do wykonywania zawodu posiadał egzamin kwalifikacyjny. W latach 20. był nauczycielem w Sanoku jako kierownik pracowni fizyk-chemicznej. W Sanoku jako nauczyciel uczył w Szkole Męskiej nr 2 im. Króla Władysława Jagiełły, od 1926 w Szkole Handlowej. W roku szkolnym 1929/1930 prowadził pracownię przyrodniczą dla szkół powszechnych w Sanoku. W Sanoku był członkiem Związku Nauczycielstwa Polskiego. Rozporządzeniem Ministra Wyznań i Oświecenia Publicznego z 4 stycznia 1932 został przeniesiony ze stanowiska nauczyciela 7-klasowej Szkoły im. Władysława Jagiełły w Sanoku na stanowisko prowizorycznego zastępcy inspektora szkolnego w Rzeszowie. Był członkiem wojskowego Klubu Łowieckiego. Na początku 1932 został uznany przynależnym do gminy Sanok.
Zarządzeniem prezydenta RP Ignacego Mościckiego z 20 grudnia 1932 został odznaczony Krzyżem Niepodległości za pracę w dziele odzyskania niepodległości.
Zmarł 6 stycznia 1933 w wieku 37 lat we Lwowie. Podczas choroby opieki lekarskiej udzielił mu dr Henryk Węglowski. Został pochowany 28 stycznia 1933 na Cmentarzu Janowskim we Lwowie.